# Ingeborg Wollenzien
Ingeborg Wollenzien (* 1918 in Bonn; † 2004 in Rottach-Egern) war eine deutsche Fotografin. 

## Leben und Werke
Ingeborg Wollenzien, Tochter eines Juristen, legte die mittlere Reife ab und begann 1936 eine Ausbildung zur Fotografin bei Claire Wilbrand in Düsseldorf. Später ging sie an die Staatliche Höhere Fachschule für Phototechnik in München, wo sie 1941 ihre Abschlussprüfung ablegte. Sie wurde dann als Standfotografin freie Mitarbeiterin der Bavaria Film, ehe sie 1945 nach Düsseldorf zurückkehrte und als Pressefotografin zu arbeiten begann, unter anderem für den dpd, die dpa und Associated Press. Ein Schwerpunkt ihrer Arbeit lag auf Bildreportagen aus dem Ruhrgebiet, außerdem schuf sie ab 1948 Bildberichte über den Parlamentarischen Rat in Bonn. An den Städtischen Bühnen Düsseldorf war sie als Theaterfotografin beschäftigt und dokumentierte die Arbeit von Gustaf Gründgens. 1954 heiratete sie Alexander Spoerl. In ihren späteren Jahren lebte sie in der Hofbauernstraße 10 in Rottach-Egern. Ihre Theaterbilder befinden sich zum Teil im Theatermuseum Düsseldorf/Dumont-Lindemann-Archiv und ein Konvolut ihrer Fotografien sind Bestandteil der Sammlung Fotografie des Münchner Stadtmuseums. Werke Wollenziens wurden in der Ausstellung frauenobjektiv im Haus der Geschichte der Bundesrepublik Deutschlands gezeigt.